# Messier 107
Messier 107 (také M107 nebo NGC 6171) je kulová hvězdokupa v souhvězdí Hadonoše. Objevil ji Pierre Méchain v dubnu 1782. Pravděpodobně je to nejpozději objevený objekt Messierova katalogu, který do něj byl přidán dodatečně až v roce 1947. Hvězdokupa je od Země vzdálená zhruba 20 600 ly.

## Pozorování

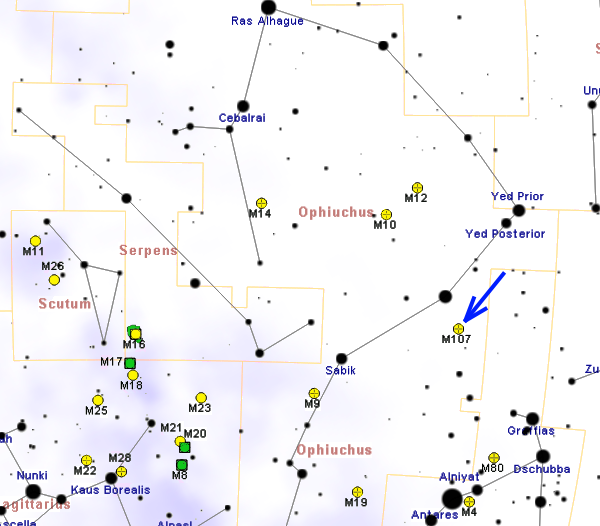
Poloha M 107 v souhvězdí Hadonoše.

M107 leží necelé 3° jihozápadně od hvězdy Han (ζ Oph) s magnitudou 2,56, která patří do řetězu hvězd tvořících tělo Hada neseného Hadonošem. Její nalezení usnadňuje pravoúhlý trojúhelník tvořený hvězdami 7. magnitudy, který leží severně od hvězdokupy. Dá se vyhledat i triedrem 10x50, ale jednotlivé hvězdy v ní dokážou za příznivých pozorovacích podmínek rozlišit dalekohledy o průměru alespoň 150 mm.
M107 je možno jednoduše pozorovat ze všech obydlených oblastí Země, protože má nepříliš velkou jižní deklinaci. Přesto v některých částech severní Evropy a Kanady v blízkosti polárního kruhu většinou není pozorovatelná, protože v období její nejlepší pozorovatelnosti tam Slunce zapadá pouze nízko pod obzor a obloha tak není dostatečně tmavá. Na jižní polokouli vychází hvězdokupa velmi vysoko na oblohu během jižních zimních nocí. Nejvhodnější období pro její pozorování na večerní obloze je od května do září.

## Historie pozorování
Hvězdokupu M107 objevil Pierre Méchain v dubnu 1782. William Herschel ji nezávisle spoluobjevil 12. května 1793 a jako první ji rozložil na jednotlivé hvězdy. M107 patří mezi později přidané objekty, které nebyly uvedeny v původním vydání Messierova katalogu. Do katalogu ji zařadila až v roce 1947 Helen Sawyerová Hoggová spolu s galaxiemi Messier 105 a Messier 106, protože je pravděpodobné, že je do případného dalšího vydání chtěl zařadit již Méchain.

## Vlastnosti

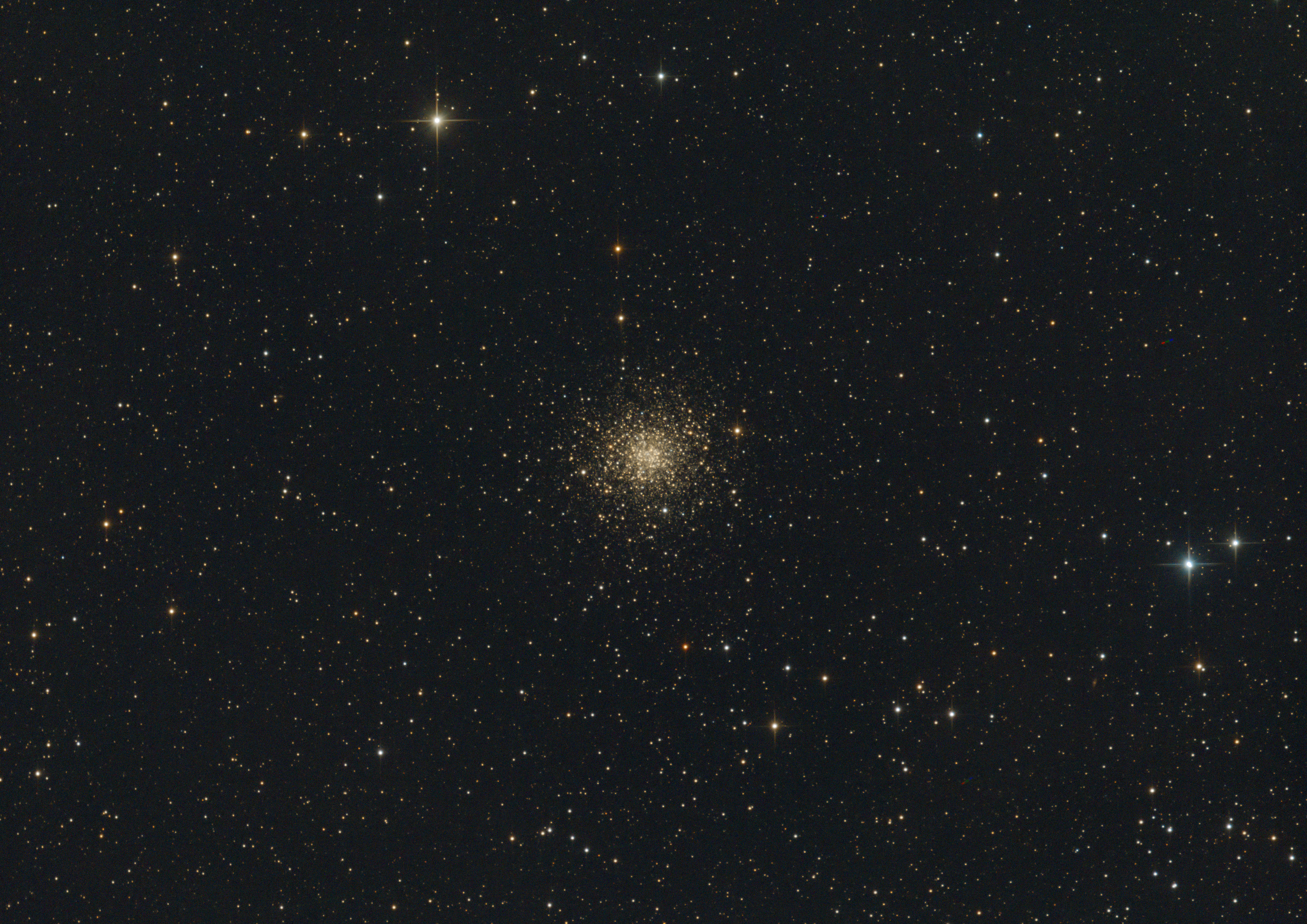
Amatérský snímek hvězdokupy M107

M107 leží velmi blízko galaktickému disku a od Země je vzdálená zhruba 20 600 ly. Její úhlová velikost při pozorování dalekohledem je 3′, ale na fotografiích má velikost 13′, takže její skutečný rozměr je zhruba 80 ly. Její součástí je 25 známých proměnných hvězd. Hvězdokupa se zdá být zakryta několika tmavými pásy, což je u kulových hvězdokup neobvyklé. M107 patří mezi málo zhuštěné kulové hvězdokupy, proto je v Shapleyho–Sawyerové třídě koncentrace hvězd zařazena do třídy X.

### Knihy
- O'MEARA, Stephen James. Deep Sky Companions: The Messier Objects. New York: Cambridge University Press, 1998. Dostupné online. ISBN 0-521-55332-6. (anglicky)

### Mapy hvězdné oblohy
- Toshimi Taki. Taki's 8.5 Magnitude Star Atlas [online]. 2005 [cit. 2018-08-09]. Dostupné v archivu pořízeném dne 2018-11-05. (anglicky) - Atlas hvězdné oblohy volně stažitelný ve formátu PDF.
- TIRION, RAPPAPORT, LOVI. Uranometria 2000.0 - Volume II - The Southern Hemisphere to +6°. Richmond, Virginia, USA: Willmann-Bell, inc., 1987. ISBN 0-943396-15-8.
- TIRION, SINNOTT. Sky Atlas 2000.0. 2. vyd. Cambridge, USA: Cambridge University Press, 1998. ISBN 0-933346-90-5.
- TIRION. The Cambridge Star Atlas 2000.0. 3. vyd. Cambridge, USA: Cambridge University Press, 2001. Dostupné online. ISBN 0-521-80084-6.